# Sanden

Wappen derer von Sanden

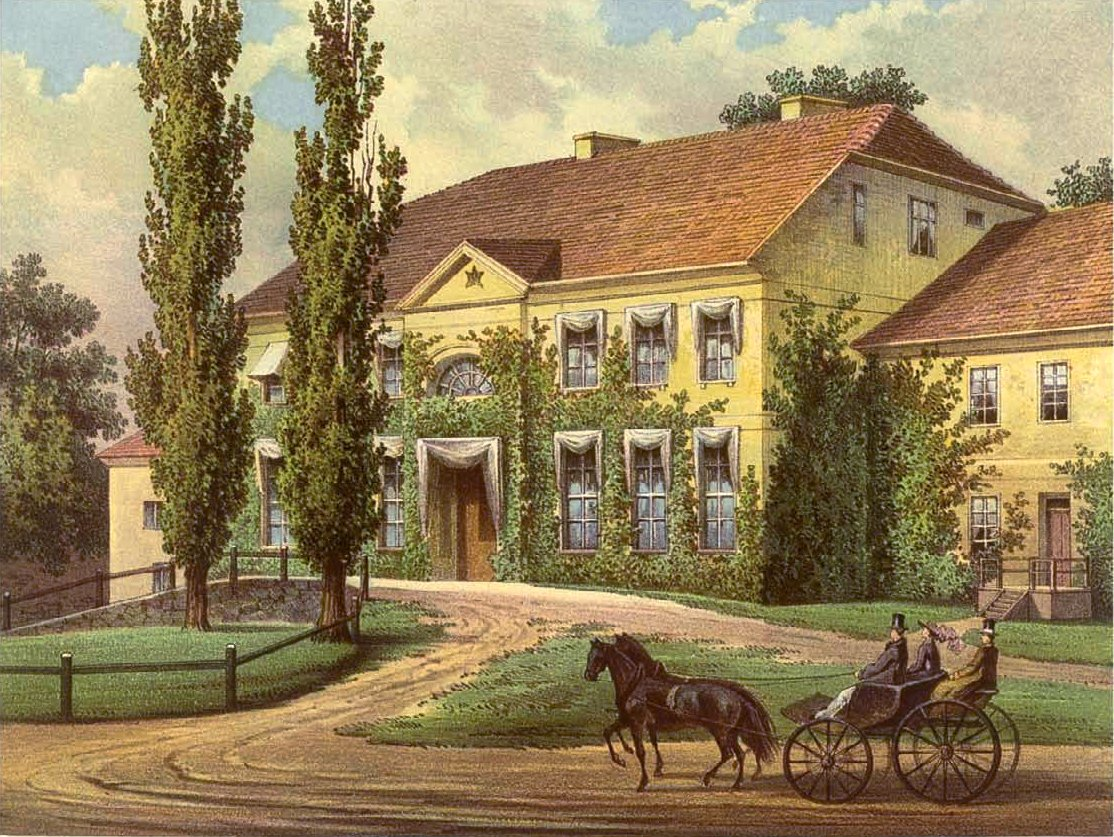
Gut Tussainen um 1860, Sammlung Alexander Duncker

Sanden ist der Name eines ostpreußischen Adelsgeschlechts.

## Geschichte
Die direkte Stammreihe der Familie beginnt mit dem kurfürstlich brandenburgischen Amtsschreiber Philipp Sanden († 1672/73) in Rhein (Ostpreußen).
Die Erhebung in den preußischen Adelsstand erfolgte am 23. März 1796 in Berlin für die Brüder Heinrich, königlich preußischer Oberamtmann zu Szirgupöhnen, Christian, vormals königlich polnischer Leutnant, und Carl Sanden, königlich preußischer Oberamtmann und Generalpächter zu Budopöhnen, sowie für deren Neffen (Söhne eines Bruders) Bernhard, königlich preußischer Oberamtmann zu Althof bei Ragnit, Ferdinand, königlich preußischer Leutnant im Husaren-Regiment „von der Trenck“, Carl und Wilhelm Sanden.
Die Erhebung in den preußischen Freiherrnstand mit Namensmehrung als „von Sanden-Tussainen“ (primogenitur aus je adliger Ehe und geknüpft an den Besitz von Gut Tussainen) erhielt am 10. September 1840 der preußische Major a. D. Wilhelm von Sanden, Gutsherr auf Tussainen und Raudonatschen (Kreis Ragnit). Unter denselben Bedingungen wurde der Freiherrnstand am 30. Juli 1883 in Bad Gastein mit Diplom vom 19. Mai 1884 in Berlin übertragen auf dessen Enkel Johannes von Sanden, preußischer Leutnant der Reserve und Gutsherr auf Tussainen. Bei der Eroberung Tilsits 1945 wurden die seit 400 Jahren ansässigen Sanden vertrieben.

## Wappen
Das Wappen zeigt innerhalb eines goldenen Schildrandes auf rotem Grund eine schwarz-geflügelte blaue Kugel. Auf dem gekrönten Helm mit rot-goldenen Decken rechts ein goldenes Büffelhorn, links eine natürliche Hirschstange.

## Bekannte Namensträger
- Alfred von Sanden (1861–1935), ostpreußischer Gutsbesitzer und Politiker
  - Walter von Sanden-Guja (1888–1972), Alfreds Sohn, ostpreußischer Naturforscher und Schriftsteller
  - Edith von Sanden-Guja, geborene von Schlüter (1894–1979), Walters Ehefrau, ostpreußische Künstlerin
- Bernhard von Sanden der Ältere (1636–1703), deutscher lutherischer Theologe
- Bernhard von Sanden der Jüngere (1666–1721), deutscher lutherischer Theologe
- Gertrud von Sanden (1881–1940), deutsche Schriftstellerin
- Gustav von Sanden (1772–1855), Landrat des Kreises Friedland
- Heinrich von Sanden (1672–1728), deutscher Arzt und Physiker
- Heinrich von Sanden (Landrat) (1801–1875), Landrat im Kreis Elchniederung (1852–1873)
- Kurt von Sanden (1842–1901), deutscher Rittergutsbesitzer und Mitglied des Preußischen Abgeordnetenhauses
- Kurt von Sanden (1851–1918), preußischer Generalleutnant[2]

- Kurt Bernhard von Sanden (1885–1976), ordentlicher Professor für Mathematik (TH Karlsruhe)
  - Horst von Sanden (1883–1965), deutscher Mathematiker und Hochschullehrer
    - Dietrich von Sanden (1921–1985), Unternehmer, Vorstandsmitglied Siemens
- Oskar von Sanden (1811–1874), Landrat des Kreises Ragnit
- Rudolf von Sanden (1843–1901), preußischer Generalmajor